# بالاتسولو سول سيني
بالاتسولو سول سيني (المعروفة سابقًا باسم بالاتسولو دي رومانيا؛ باللهجة الرومانيولو: بالاتسول) هي بلدية في مدينة فلورنسا الحضرية ضمن منطقة توسكانا في إيطاليا، وتقع على بعد حوالي 45 كم شمال شرق فلورنسا.
تحد بلدية بالاتسولو سول سيني البلديات التالية: بورجو سان لورينزو، بريزيغيلا، كازولا فالسيني، كاستل ديل ريو، فيرينزولا، مارادي.
منذ عام 2018، تم تصنيفها كواحدة من أجمل القرى في إيطاليا ("The most beautiful villages of Italy").